# Linum virgultorum
Linum virgultorum là một loài thực vật có hoa trong họ Linaceae. Loài này được Boiss. & Heldr. ex Planch. mô tả khoa học đầu tiên năm 1848.